# Biografielijst Al

## Al
- Piet Al (1937-2010), Nederlands geestelijke
- Thijs Al (1980), Nederlands wielrenner
- Nasser Al-Attiyah (1970), Qatarees rallyrijder en kleiduivenschieter
- Anwar al-Awlaki (1971-2011), Amerikaans-Jemenitisch terrorist van al-Qaida
- Sadiq Jalal al-Azm (1934-2016), Syrisch filosoof
- Boshra Al-Shaeby (1995), Jordaans schaakster
- Mazen Al-Yassin (1996), Saoedi-Arabisch atleet
- Ayman Al-Zawahiri (1951-2022), Egyptisch terrorist
- Laila al-Zwaini (1965-2025), Nederlands-Iraaks juriste en arabiste

## Ala

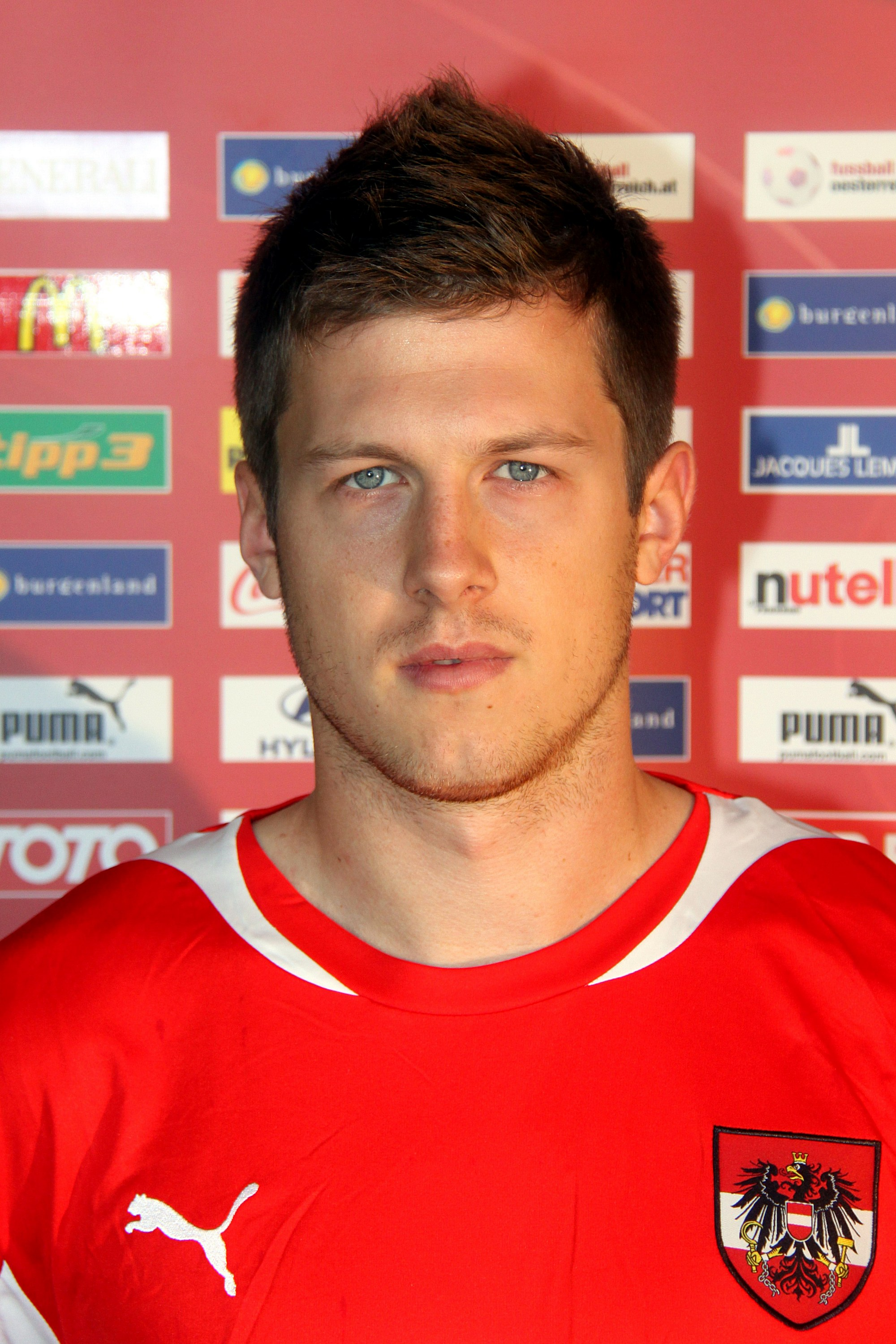
Deni Alar

- Margaretha-Maria Alacoque (1647-1690), Frans heilig verklaarde non
- Lea Alaerts (1954), Belgisch atlete
- A Lai (1959), Tibetaans-Chinees schrijver
- Jehan Alain (1911-1940), Frans componist
- Chris Alajajian (1986), Australisch-Armeens autocoureur
- Lucas Ignacio Alamán y Escalada (1792-1853), Mexicaans historicus en politicus
- Andreas Alamommo (1998), Fins schansspringer
- Souhalia Alamou (1979), Benins atleet
- Arsène Alancourt (1892-1965), Frans wielrenner
- Amina Alaoui (1964), Marokkaans zangeres
- Barbara Aland (1937-2024), Duits theoloog
- Alanus van Auxerre (-1185), abt en bisschop van Auxerre
- Sadikou Ayo Alao (1943), Benins rechtsgeleerde
- Mariem Alaoui Selsouli (1984), Marokkaans atlete
- Deni Alar (1990), Kroatisch-Oostenrijks voetballer
- Raúl Alarcón (1986), Spaans wielrenner
- Esmaa Alariachi (1979), Marokkaans-Berbers-Nederlands lerares, doktersassistente en televisiepersoonlijkheid
- Alarik I (ca. 370-410), koning van de Visigoten
- Alarik II (?-507), koning van de Visigoten
- Antonio de las Alas (1889-1983), Filipijns politicus en topfunctionaris
- William Alatalo (2002), Fins autocoureur
- Marcel Alavoine (1898-?), Belgisch atleet

## Alb

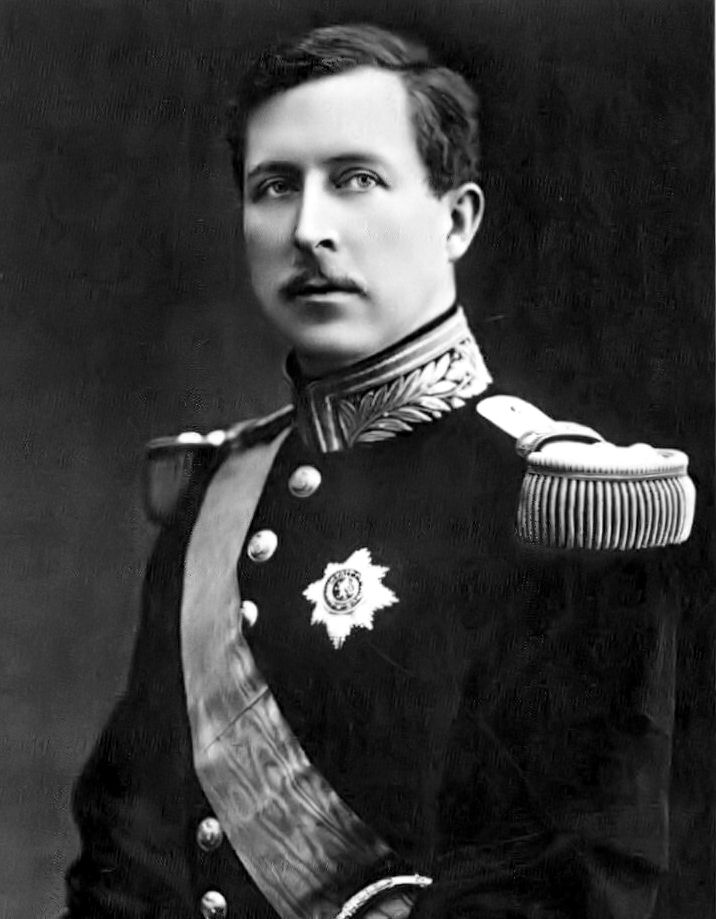
Albert I van België

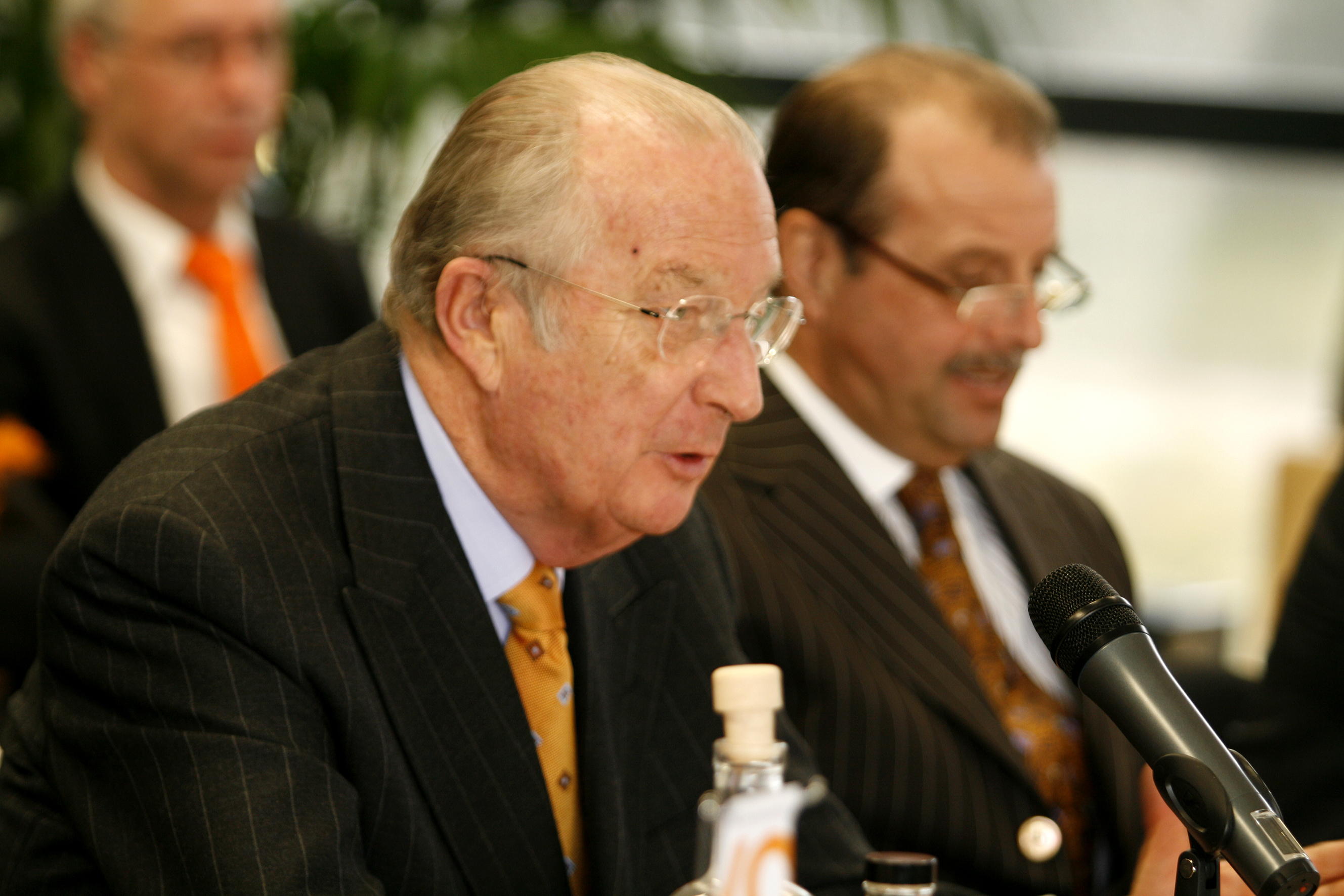
Albert II van België

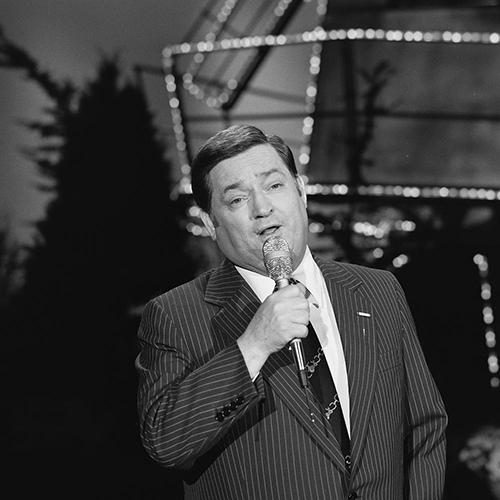
Willy Alberti

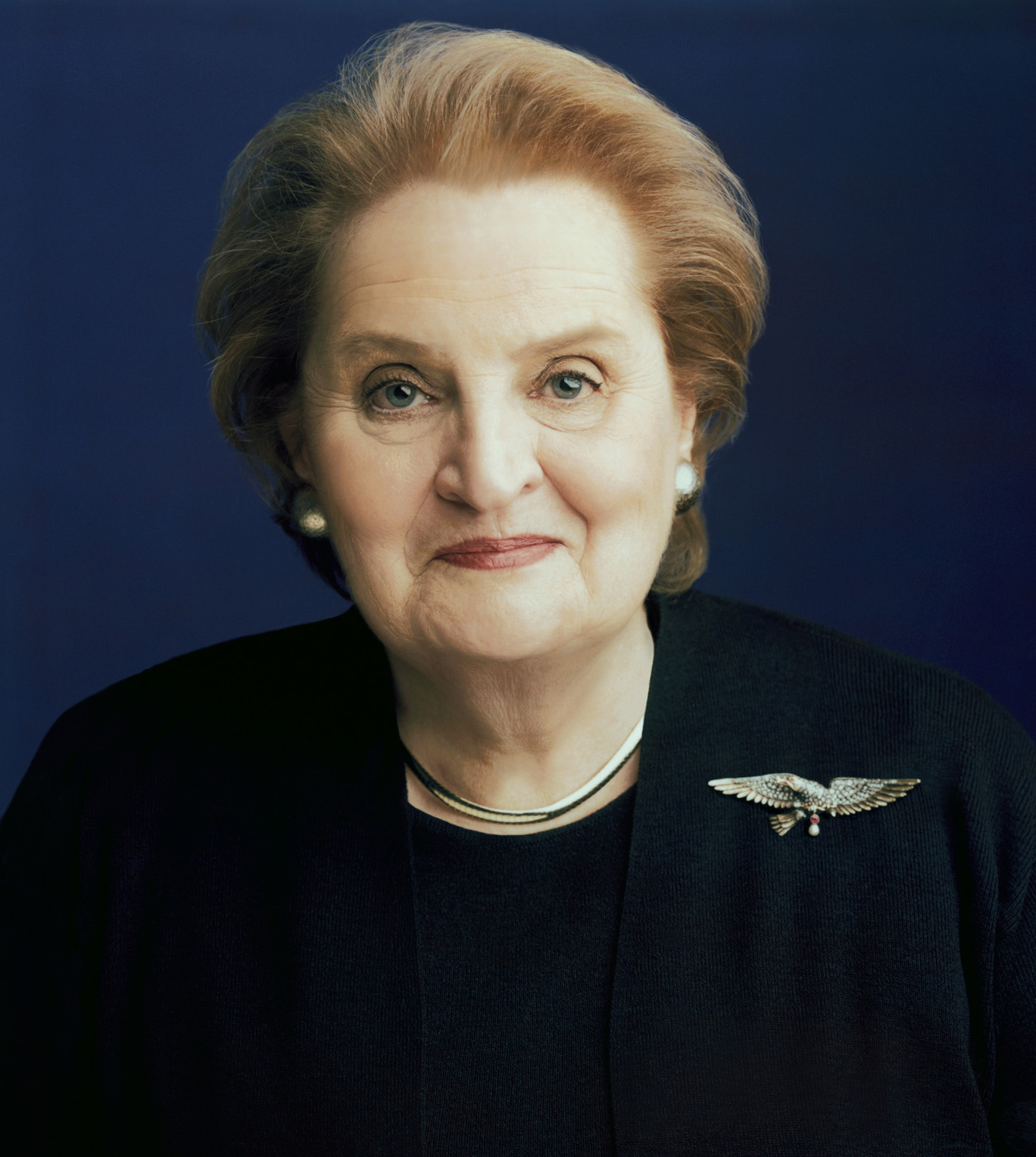
Madeleine Albright

- Jessica Alba (1981), Amerikaans actrice
- Jordi Alba (1989), Spaans voetballer
- Salvador de Alba (1999), Mexicaans autocoureur
- Rosa Albach-Retty (1874-1980), Oostenrijks actrice
- Gale Bruno van Albada (1911-1972), Nederlands sterrenkundige
- Valerian Albanov (1881-1919), Russisch navigator
- Willem Albarda (1877-1957), Nederlands politicus
- Willem Alberda van Ekenstein (1858-1937), Nederlands scheikundige
- Damon Albarn (1968), Brits rockmusicus
- Michael Albasini (1980), Zwitsers wielrenner
- Nebahat Albayrak (1968), Nederlands politica
- Wil Albeda (1925-2014), Nederlands politicus
- Edward Albee (1928-2016), Amerikaans toneelschrijver
- David Albelda (1977), Spaans voetballer
- Isaac Albéniz (1860-1909), Spaans componist
- Catharina Louisa Maria Alberdingk Thijm (1848-1908), Nederlands schrijfster en sociaal werkster
- Joseph Alberdingk Thijm (1820-1889), Nederlands dichter, hoogleraar, schrijver en uitgever
- Karel Alberdingk Thijm (1864-1952), Nederlands schrijver, bekend onder het pseudoniem Lodewijk van Deyssel
- Paul Alberdingk Thijm (1827-1904), Nederlands-Belgisch historicus, schrijver en hoogleraar
- Robert Alberdingk Thijm (1965), Nederlands scenarioschrijver
- Adriaan Alberga (1887-1952), Surinaams jurist en politicus
- Neil Alberico (1992), Amerikaans autocoureur
- Alberik van Trois-Fontaines (-na 1252), Frans kroniekschrijver
- Anton Albers (1928-2022) Belgisch-Frans acteur
- Henri Albers (1866-1926), Nederlands-Frans operazanger
- Robin Albers (1956), Nederlandse dj en producer
- Ton Albers (1923-2017), Nederlands kunstenaar
- Eugen d'Albert (1864-1932), Schots-Duits componist
- Flórián Albert (1941-2011), Hongaars voetballer
- Hans Albert (1921-2023), Duits filosoof
- Heinrich Albert (1604-1651), Duits componist en dichter
- koning Albert I (1875-1934), koning van België (1909-1934)
- koning Albert II (1934), koning van België (sinds 1993)
- Delia Domingo-Albert (1942), Filipijns diplomaat en minister
- Leon Battista Alberti (1404-1472), Italiaans schilder, dichter, filosoof, musicus en architect
- Willeke Alberti (1945), Nederlands zangeres en actrice
- Willy Alberti (1926-1985), Nederlands zanger
- Mariotto Albertinelli (1474-1515), Italiaans kunstschilder
- Albertine Agnes van Nassau (1634-1696), dochter van Frederik Hendrik en Amalia van Solms
- Demetrio Albertini (1971), Italiaans voetballer
- Virginia d'Albert-Lake (1910-1997), lid van het Franse verzet
- Albert Alberts (1911-1995), Nederlands schrijver en vertaler
- Carel Alberts (1927-2006), Nederlands bassist
- Johan Alberts (1893-1967), Nederlands letterkundige, dichter en journalist
- Joop Alberts (1922-2024), Nederlands verzetsstrijder
- Jos Alberts (1960), Nederlands wielrenner
- Koos Alberts (1947-2018), Nederlands zanger
- Sjaak Alberts (1926-1997), Nederlands voetballer
- Roger Albertsen (1957-2003), Noors voetballer
- Albertus van Oostenrijk (1559-1621), landvoogd van de Zuidelijke Nederlanden (1598-1621)
- Karl Albiker (1878-1961), Duits beeldhouwer en lithograaf
- Willy Albimoor (1924-2004), Belgisch pianist en componist
- Steve Albini (1962-2024), Amerikaans muzikant en producer
- Tomaso Albinoni (1671-1751), Venetiaans violist en barok componist
- Raúl Albiol (1985), Spaans voetballer
- Abu Raihan al-Biruni (973-1048), Perzisch wetenschapper
- Joseba Albizu (1978), Spaans wielrenner
- Beñat Albizuri (1981), Spaans wielrenner
- Alexander Albon (1996), Brits-Thais autocoureur
- Michele Alboreto (1956-2001), Italiaans autocoureur
- Cindy Albracht (1975), Nederlands violiste
- Rooms-koning Albrecht II (1397-1439), koning van het Heilige Roomse Rijk (1438-1439)
- Albrecht van Nassau-Weilburg (1537-1593), graaf van Nassau-Weilburg (1559-1593)
- Albrecht van Oostenrijk (1559-1621), landvoogd van de Zuidelijke Nederlanden (1598-1621)
- Albrecht van Pruisen (1837-1906), Pruisisch veldmaarschalk, regent van Brunswijk
- Herbert Albrecht (1927-2021), Oostenrijks beeldhouwer
- Ludwig Albrecht (1861-1931), Duits predikant en theoloog
- Guus Albregts (1900-1980), Nederlands econoom en politicus
- Madeleine Albright (1937-2022), Amerikaans politica en diplomate
- David Albritton (1913-1994), Amerikaans atleet

## Alc
- Angel Alcala (1929-2023), Filipijns herpetoloog en wetenschapper
- Raúl Alcalá Galleros (1964), Mexicaans wielrenner
- Niceto Alcala Zamora (1877-1949), president van Spanje (1931-1936)
- Aleix Alcaraz (1990), Spaans autocoureur
- Antolín Alcaraz (1982), Paraguayaans voetballer
- Arturo Alcaraz (1916-2001), Filipijns wetenschapper
- Carlos Alcaraz (2003), Spaans tennisser
- Aloe Alchanov (1957), Tsjetsjeens politicus
- Alcindo Martha de Freitas (1945-2016), Braziliaans voetballer
- Amy Alcott (1956), Amerikaans golfer
- Chemmy Alcott (1982), Brits alpineskiester
- Federico Aguilar Alcuaz (1932-2011), Filipijns kunstschilder
- Miguel Alcubierre Moya (1964), Mexicaans natuurkundige

## Ald
- Alan Alda (1936), Amerikaans acteur
- Rutanya Alda (1942), Lets actrice
- Dalisay Aldaba (1912-2006), Filipijns operazangeres
- Yamilé Aldama (1972), Soedanees atlete
- Heinrich Aldegrever (1502-ca. 1551-1561), Duits kunstschilder, graveur en goudsmid
- Fermín Aldeguer (2005), Spaans motorcoureur
- Jim Alder (1940), Schots atleet
- John Charles Edward Alder (1944), Brits singer-songwriter, drummer en acteur
- Kurt Alder (1902-1958), Duits scheikundige en Nobelprijswinnaar
- Fred Alderman (1905-1998), Amerikaans atleet
- Hans Alders (1952), Nederlands politicus
- Toby Alderweireld (1989), Belgisch voetballer
- Aldgisl (623-680), koning van Friesland
- Heinz Aldinger (1933-2024), Duits voetbalscheidsrechter
- Giovanni Aldini (1762-1834), Italiaans natuurwetenschapper
- Tom Aldredge (1928-2011), Amerikaans acteur
- Sarah Aldrich (1970), Amerikaans actrice
- LaMarcus Aldridge (1985), Amerikaans basketballer
- Buzz Aldrin (1930), Amerikaans ruimtevaarder
- Johann von Aldringen (1584 of 1588-1634), maarschalk in het leger van het Heilige Roomse Rijk
- Pompeo Aldrovandi (1668-1742), Italiaans kardinaal

## Ale

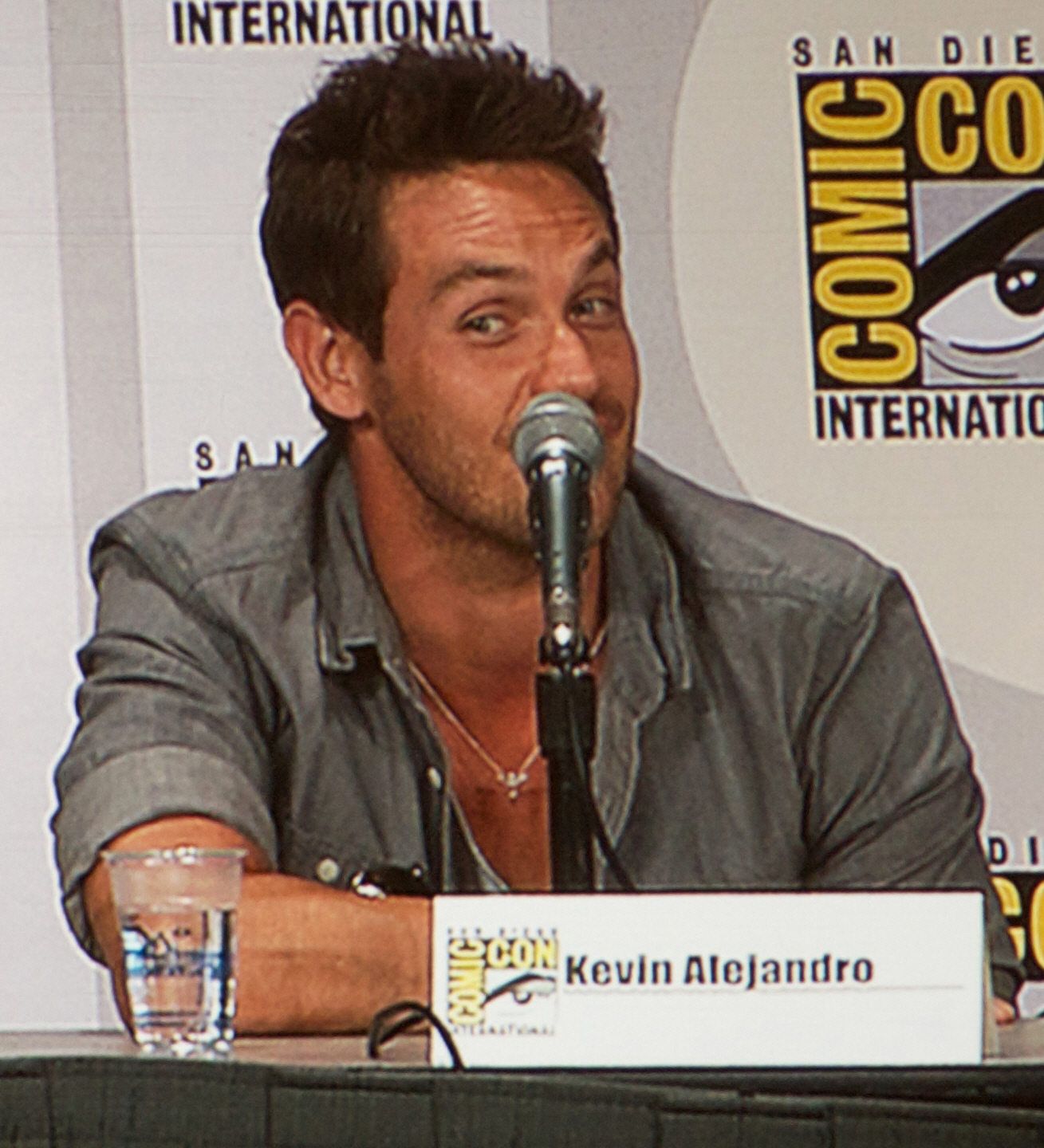
Kevin Alejandro 2011

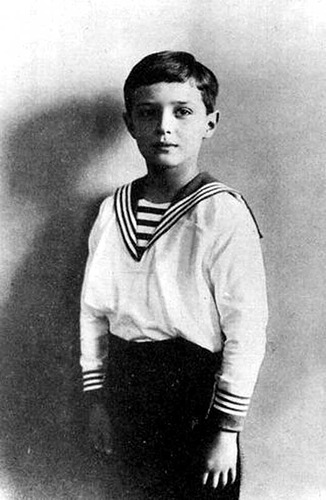
Tsarevitsj Aleksej van Rusland

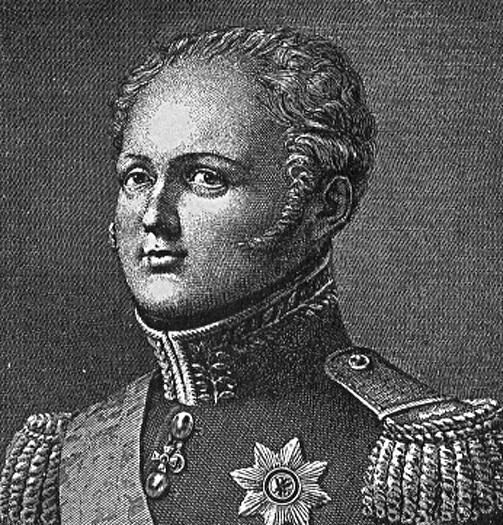
Alexander I van Rusland

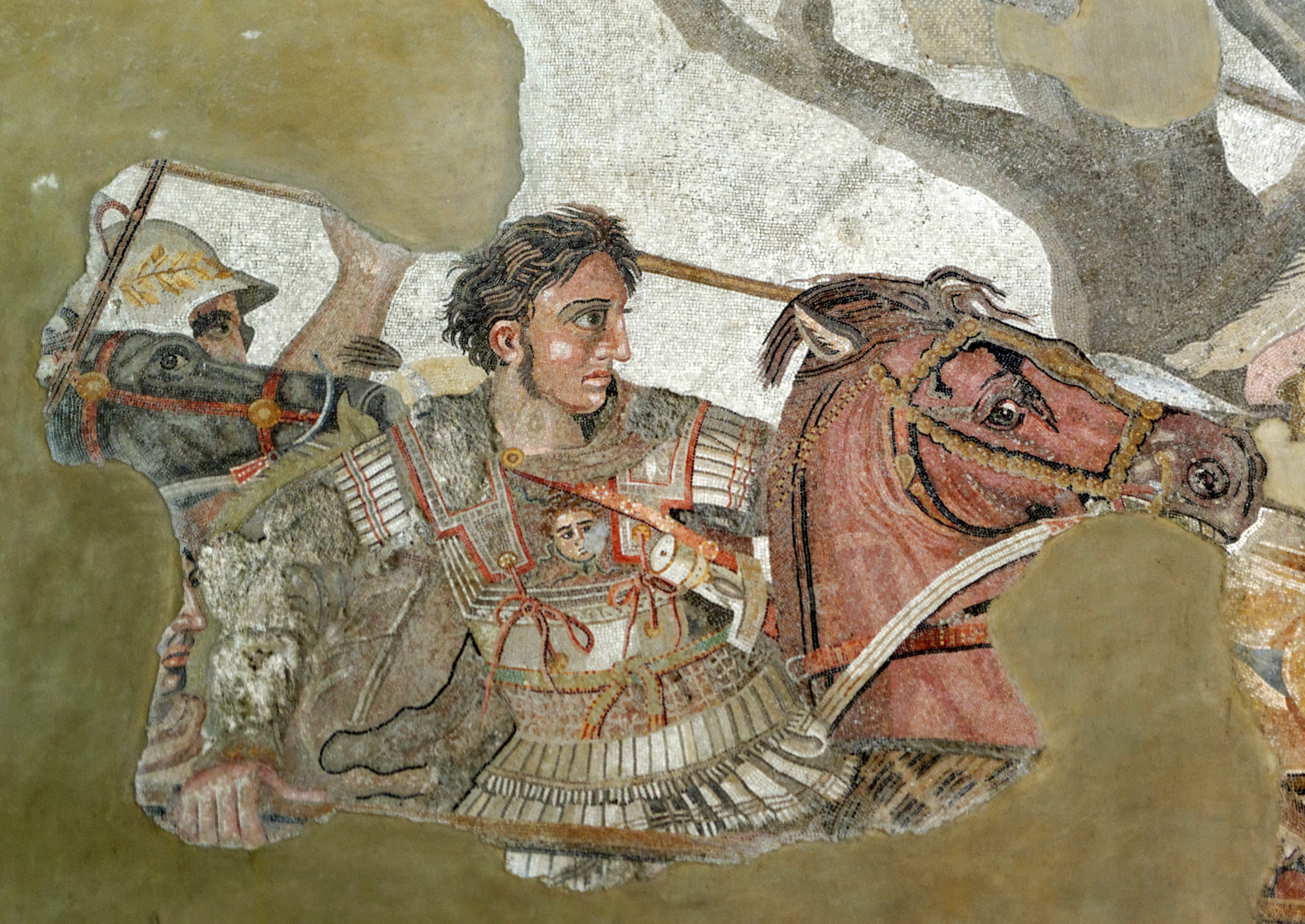
Alexander de Grote

- Sissy van Alebeek (1976), Nederlands wielrenster
- Pierre Alechinsky (1927), Belgisch kunstenaar
- Philippe Alegambe (1592-1652), jezuïet en bibliograaf uit de Zuidelijke Nederlanden
- Aleidis van Schaarbeek (ca. 1225-1250), heilige en mystica uit de Zuidelijke Nederlanden
- Vicente Aleixandre (1898-1984), Spaans dichter
- Jose Alejandrino (1870-1951), Filipijns revolutionair generaal en senator
- Kevin Alejandro (1976), Amerikaans acteur
- Sjolem Alejchem (1859–1916), Russisch/joods schrijver
- Ara Alekian (1959), Armeens beeldhouwer
- Mykolas Alekna (2002), Litouws atleet
- Virgilijus Alekna (1972), Litouws atleet
- Aleksandr Aleksandrov (1883-1946), Russisch componist
- Jekaterina Aleksandrovskaja (2000), Russisch-Australisch kunstschaatsster
- Artoer Aleksanjan (1991), Armeens worstelaar
- Aleksej van Rusland (1629-1676), tsaar van Rusland (1645-1676)
- Aleksej Nikolajevitsj van Rusland (1904-1918), Russisch tsarevitsj, zoon van tsaar Nicolaas II
- Jevgeni Aleksejev (1985), Russisch schaker
- Alena Aleksejeva (1989), Russisch zwemster
- Arnoldo Alemán (1946), Nicaraguaans politicus (o.a. president) en crimineel
- Miguel Alemán Valdés (1902-1983), president van Mexico (1903-1952)
- Miguel Alemán Velasco (1932), Mexicaans ondernemer en politicus
- Deribe Alemu (1982), Ethiopisch atlete
- Elfenesh Alemu (1975), Ethiopisch atlete
- Felix Alen (1950-2021), Belgisch kok
- Caprino Alendy (1952-2020), Surinaams politicus
- Dmitri Alenitsjev (1972), Russisch politicus en voetballer
- Aki Aleong (1934-2025), Amerikaans acteur, zanger, schrijver, producer en activist
- Fons Aler (1896-1981), Nederlands topfunctionaris en militair
- Paul Aler (1656-1727), Duits jezuïet en schrijver
- David Alerte (1984), Frans atleet
- Mikoláš Aleš (1852-1913), Tsjechisch kunstenaar
- Giuliano Alesi (1999), Frans autocoureur
- Jean Alesi (1964), Frans autocoureur
- Arnold Aletrino (1858-1916), Nederlands arts en schrijver
- Agatha Alewijn (1721-1801), vrouwe van Deurne (1772-1801)
- Alex (1982), Braziliaans voetballer
- Alexander der Nederlanden (1818-1848), tweede zoon van koning Willem II
- Alexander der Nederlanden (1851-1884), derde zoon van koning Willem III
- Alexander I (1777-1825), tsaar van Rusland (1801-1825)
- Alexander II (1818-1881), tsaar van Rusland (1855-1881)
- Alexander III (1845-1894), tsaar van Rusland (1881-1894)
- Alexander III (ca. 1105-1181), paus (1159-1181)
- Alexander IV (ca. 1199-1261), paus (1254-1261)
- Alexander VI (1431-1503), paus (1492-1503)
- Alexander VII (1599-1667), paus (1655-1667)
- Alexander VIII (1610-1691), paus (1689-1691)
- Alexander de Alabarch (ca.10 v.Chr.-50), Joods-Egyptisch functionaris
- Alexander de Grote (356-323 v.Chr.), koning van Macedonië
- Alexander I van Gulik (-1135), prins-bisschop van Luik
- Alexander II (-1167), prins-bisschop van Luik
- Bruce Alexander (1946), Engels acteur
- Buddy Alexander (1953), Amerikaans golfer
- Cameron Alexander (1997), Canadees alpineskiër
- Caroline Alexander (1968), Brits mountainbikester en wielrenster
- Charles Paul Alexander (1889-1981), Amerikaans entomoloog
- Claudia Alexander (1959-2015), Amerikaans wetenschapper
- Conel Alexander (1909-1974), Brits schaker
- Craig Alexander (1973), Australisch triatleet
- David Alexander (1947-1975), Amerikaans basgitarist
- Eliana Alexander (1969), Mexicaans/Amerikaans actrice en choreografe
- Elizabeth Alexander (1958), Australisch actrice
- Eric Alexander (1968), Amerikaans jazz-saxofonist
- Eric Alexander (1988), Amerikaans voetballer
- Erika Alexander (1969), Amerikaans actrice
- Fernand Alexander (1927-1980), Belgisch doctor en professor
- Frans Alexander (1908-1998), Belgisch wielrenner
- Fred Alexander (1880-1969), Amerikaans tennisser
- Gary Alexander (1979), Engels voetballer
- Haim Alexander (1915-2012), Duits componist
- Harold Alexander (1891-1969), Brits officier en veldmaarschalk
- Jaimie Alexander (1984), Amerikaans actrice
- James Alexander (1888-1971), Amerikaans wiskundige en topoloog
- Jane Alexander (1939), Amerikaans actrice
- Jason Alexander (1959), Amerikaans acteur
- John White Alexander (1856-1915), Amerikaans kunstschilder en illustrator
- Keith Alexander (1956-2010), Engels voetballer en coach
- Khandi Alexander (1957), Amerikaans actrice
- Lamar Alexander (1940), Amerikaans senator
- Lloyd Alexander (1924-2007), Amerikaans schrijver
- Monique Alexander (1982), Amerikaans pornoactrice en model
- Monty Alexander (1944), Jamaicaans jazzpianist
- Neil Alexander (1978), Schots voetballer
- Peter Alexander (1926-2011), Oostenrijks zanger en acteur
- Ray Alexander (1925-2002), Amerikaans jazzdrummer en -vibrafonist
- Reed Alexander (1993), Amerikaans acteur
- Roberta Alexander (1949), Amerikaans sopraanzangeres
- Ross Alexander (1907-1937), Amerikaans acteur
- Sasha Alexander (1973), Amerikaans actrice
- Skip Alexander (1918-1997), Amerikaans golfer
- Thomas Alexander (1980), Nederlands pianist
- Trent Alexander-Arnold (1998), Engels voetballer
- Trey Alexander (2003), Amerikaans basketballer
- Van Alexander (1915-2015), Amerikaans arrangeur, componist en bigband-leider in de swing
- Ernst Alexanderson (1878-1975), Zweeds elektrotechnicus en radio- en televisiepionier
- Nickeil Alexander-Walker (1998), Canadees basketballer
- Alexandra van Denemarken (1844-1925), Deens prinses en koningin van Groot-Brittannië (1901-1910)
- Alexandra, artiestennaam van Doris Nefedov-Treitz (1942-1969)
- Alexandra Christina van Denemarken (1964), Deens prinses
- Boniface Alexandre (1936-2023), president van Haïti van 2004 tot 2006
- Anton Alexandrescu (?), Roemeens politicus
- Mihail Alexandrov (1985), Bulgaars-Amerikaans zwemmer
- Maria Alexandru (1939-2024), Roemeens tafeltennisspeelster
- Nicoleta Alexandru (1968), Roemeens zangeres
- Alexia der Nederlanden (2005), tweede dochter van Willem-Alexander en Máxima
- Alexius I, keizer van Byzantium (1081-1118)
- Alexius II, keizer van Byzantium (1180-1183)
- Alexius III, keizer van Byzantium (1195-1203)
- Alexius IV, keizer van Byzantium (1203-1204)
- Alexius V, keizer van Byzantium (1204)
- Alexios Alexopoulos (1972), Grieks atleet
- Gillian Alexy (1986), Australisch actrice
- Jack Alexy (2003), Amerikaans zwemmer

## Alf

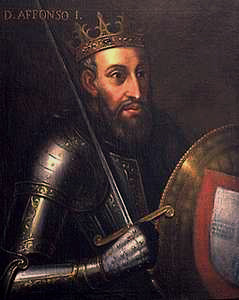
Alfons I van Portugal

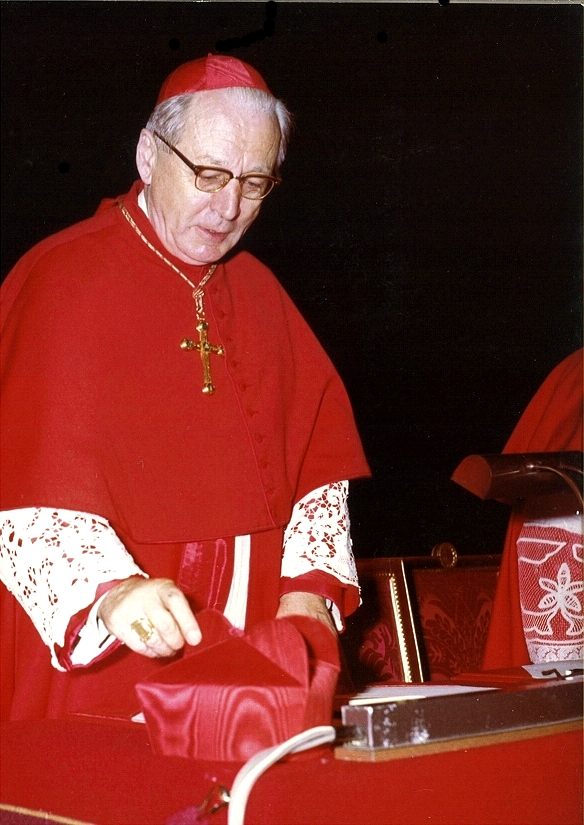
Bernardus Alfrink

- Franco Alfano (1875-1954), Italiaans componist
- Andreu Alfaro (1929-2012), Spaans beeldhouwer
- Emiliano Alfaro (1988), Uruguayaans voetballer
- Mohamed Al-Fayed (1929-2023), Egyptisch zakenman en miljardair
- Zjores Ivanovitsj Alferov (1930-2019), Russisch natuurkundige
- Guri Alfi (1976), Israëlisch acteur
- Joseph Alfidi (1949-2015), Amerikaans pianist
- Estrella Alfon (1917-1983), Filipijns schrijfster
- Alfons van Bourbon (1941-1956), infante van Spanje uit het Huis Bourbon
- Alfons I van Aragón (ca. 1073-1134), koning van Aragón, Valencia (1104-1134)
- Alfons I van Asturië (693-757), koning van Asturië (739-757)
- Alfons I van Portugal (1110-1185), koning van Portugal (1139-1185)
- Alfons II van Aragón (1157-1196), koning van Aragón, Valencia (1162-1196)
- Alfons II van Asturië (759-842), koning van Asturië (791-842)
- Alfons II van Portugal (1185-1223), koning van Portugal (1212-1222)
- Alfons III van Aragón (1265-1291), koning van Aragón, Valencia (1285-1291)
- Alfons III van Asturië (ca. 848-910), koning van Asturië (866-910)
- Alfons III van Portugal (1210-1279), koning van Portugal (1247-1279)
- Alfons IV van Aragón (1299-1336), koning van Aragón, Valencia (1327-1336)
- Alfons IV van León (ca. 899-933), koning van León-Asturië (926-931)
- Alfons IV van Portugal (1291-1357), koning van Portugal (1325-1357)
- Alfons V van Aragón (1396-1458), koning van Aragón, Valencia (1416-1458)
- Alfons V van Portugal (1432-1481), koning van Portugal (1438-1481)
- Alfons VI van León (1040-1109), koning van Castilië (1072-1109)
- Alfons VI van Portugal (1643-1683), koning van Portugal (1656-1683)
- Alfons VII van León en Castilië (ca.1104-1157), koning van Castilië (1126-1157)
- Alfons VIII van Castilië (1155-1214), koning van Castilië (1158-1214)
- Alfons IX van León (1171-1230), koning van León (1188-1230)
- Alfons X van Castilië (1221-1284), koning van Castilië en León (1252-1284)
- Alfons XI van Castilië (1311-1350), koning van Castilië en León (1312-1350)
- Alfons XII van Spanje (1857-1885), koning van Spanje (1875-1885)
- Alfons XIII van Spanje (1886-1941), koning van Spanje (1886-1931)
- Raúl Alfonsín (1927-2009), Argentijns politicus
- Lexie Alford (1998), Amerikaans webvideoproducente en recordhoudster
- Steve Alford (1964), Amerikaans basketballer
- Alfred de Grote (ca. 848-899), koning van Wessex en Engeland (871-899)
- Julien Alfred (2001), Saint Luciaans atlete
- Willy Alfredo (1898-1976), Nederlands sneldichter
- Hannes Alfvén (1908-1995), Zweeds natuurkundige en Nobelprijswinnaar
- Hugo Alfvén (1872-1960), Zweeds componist
- Bernardus Johannes Alfrink (1900-1987), Nederlands kardinaal

## Alg
- Rasjid Ali al-Gailani (1892-1965), Iraaks politicus
- Rakia Al-Gassra (1982), Bahreins atlete
- Alger van Luik (ca. 1060-ca. 1131), Zuid-Nederlands theoloog en canonist
- Cristina Alger (1980), Amerikaans auteur en juriste
- Jacob Algera (1902-1966), Nederlands politicus
- Brynolf Algotsson (ca. 1240-1317), Zweeds bisschop en dichter
- Hendrik Algra (1896-1982), Nederlands onderwijzer, journalist en politicus
- Jaime Alguersuari (1990), Spaans autocoureur

## Alh
- Fahad Al-Hamad (1983), Koeweits voetballer
- Amin al-Hoesseini (ca. 1895-1974), Palestijns religieus en nationalistisch leider

## Ali

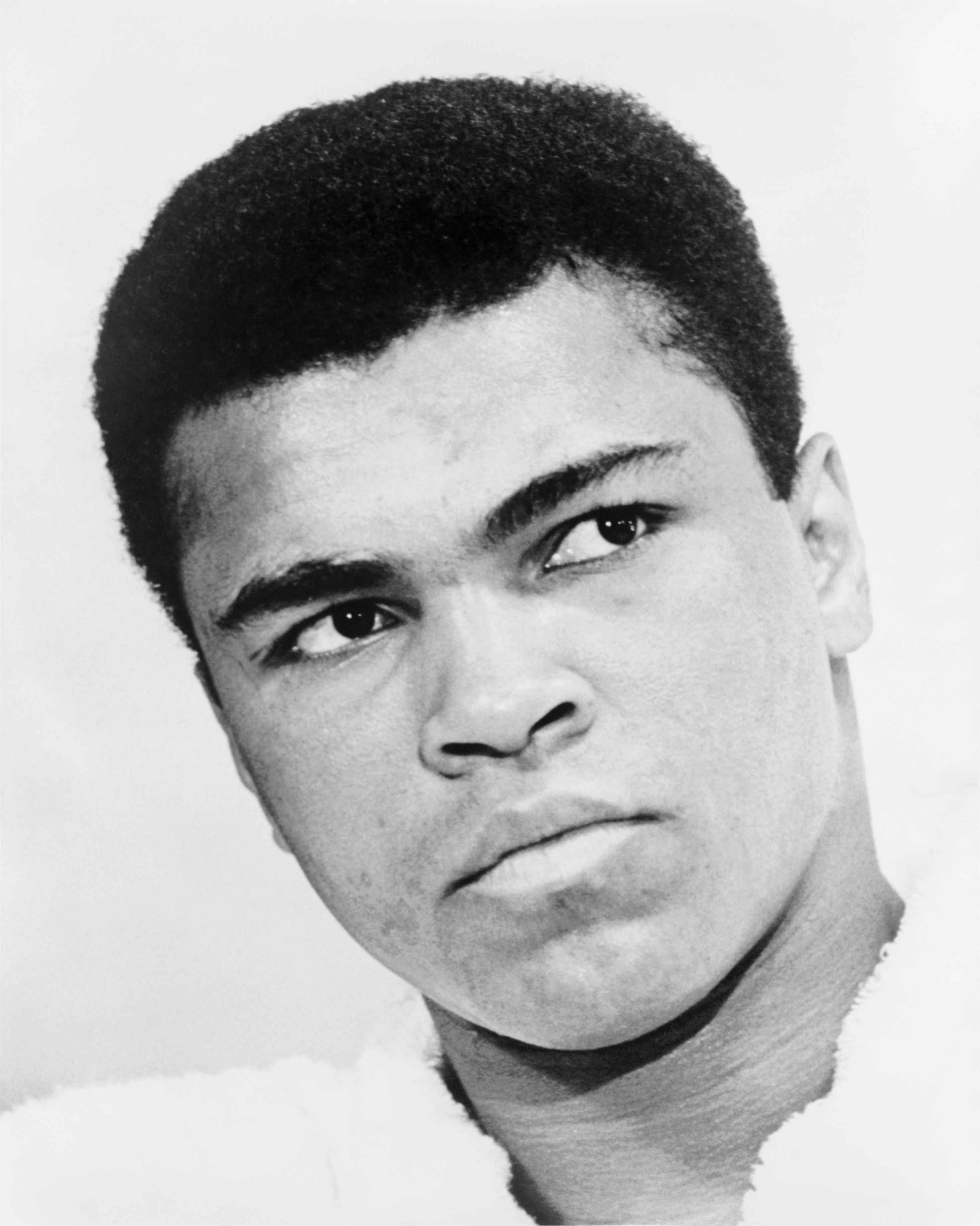
Muhammad Ali

- Ali B (1981), Marokkaans-Nederlands rapper (Ali Bouali)
- Belal Mansoor Ali (1988), Bahreins atleet, voormalig Keniaan
- Ali ibn Aboe Talib (ca.600-661), Arabisch grondlegger van het sjiisme (Imam Ali)
- Mohamed Ali (1989), Somalisch-Nederlands atleet
- Muhammad Ali (1942-2016), Amerikaans bokser (Cassius Clay)
- Nia Ali (1988), Amerikaans atlete
- Nur B. Ali (1974), Pakistaans autocoureur
- Ali Pasja (1741-1822), heerser over Albanië en Epirus
- Shapoul Ali (1990), Nederlands voetballer
- Tatyana Ali (1979), Amerikaans actrice
- Zahir Ali (1987), Indonesisch autocoureur
- Ramiz Alia (1925-2011), Albanees president
- Ahmad ibn  'Ali Al Thani (1917-1977), emir van Qatar
- Errol Alibux (1948), Surinaams politicus
- Francesco Alidosi (1460-1511), Italiaans kardinaal
- Dmitri Aliev (1999), Russisch kunstschaatser
- Dante Alighieri (1265-1321), Italiaans dichter en schrijver
- Jan Aling (1949), Nederlands wielrenner
- Ilham Alijev (1961), president van Azerbeidzjan (2003-)
- Naser Aliji (1993), Albanees voetballer
- Sidi Alioum (1982), Kameroens voetbalscheidsrechter
- Samuel Alito (1950), Amerikaans rechter
- Deji Aliu (1975), Nigeriaans atleet
- Moses Aliwa (1986), Oegandees atleet
- Alix van Hessen-Darmstadt (1872-1918), Duits-Russisch echtgenote van tsaar Nicolaas II

## Alj
- Anatoli Aljabjev (1951-2022), Sovjet-Russisch biatleet
- Triin Aljand (1985), Estisch zwemster
- Jakob Aljaž (1845-1927), Sloveens priester, alpinist en componist
- Alexander Aljechin (1892-1946), Russisch schaker
- Nikolaj Aljochin (1954-2023), Nikolaj Aljochin schermer

## Alk
- Charles-Valentin Alkan (1813-1888), Frans componist en pianist
- Evert Albert Alkema (1939-2022), Nederlands jurist
- Cornelis Alkemade (1923-1989), Nederlands natuurkundige en hoogleraar
- Leo Alkemade (1980), Nederlands cabaretier en acteur

## All

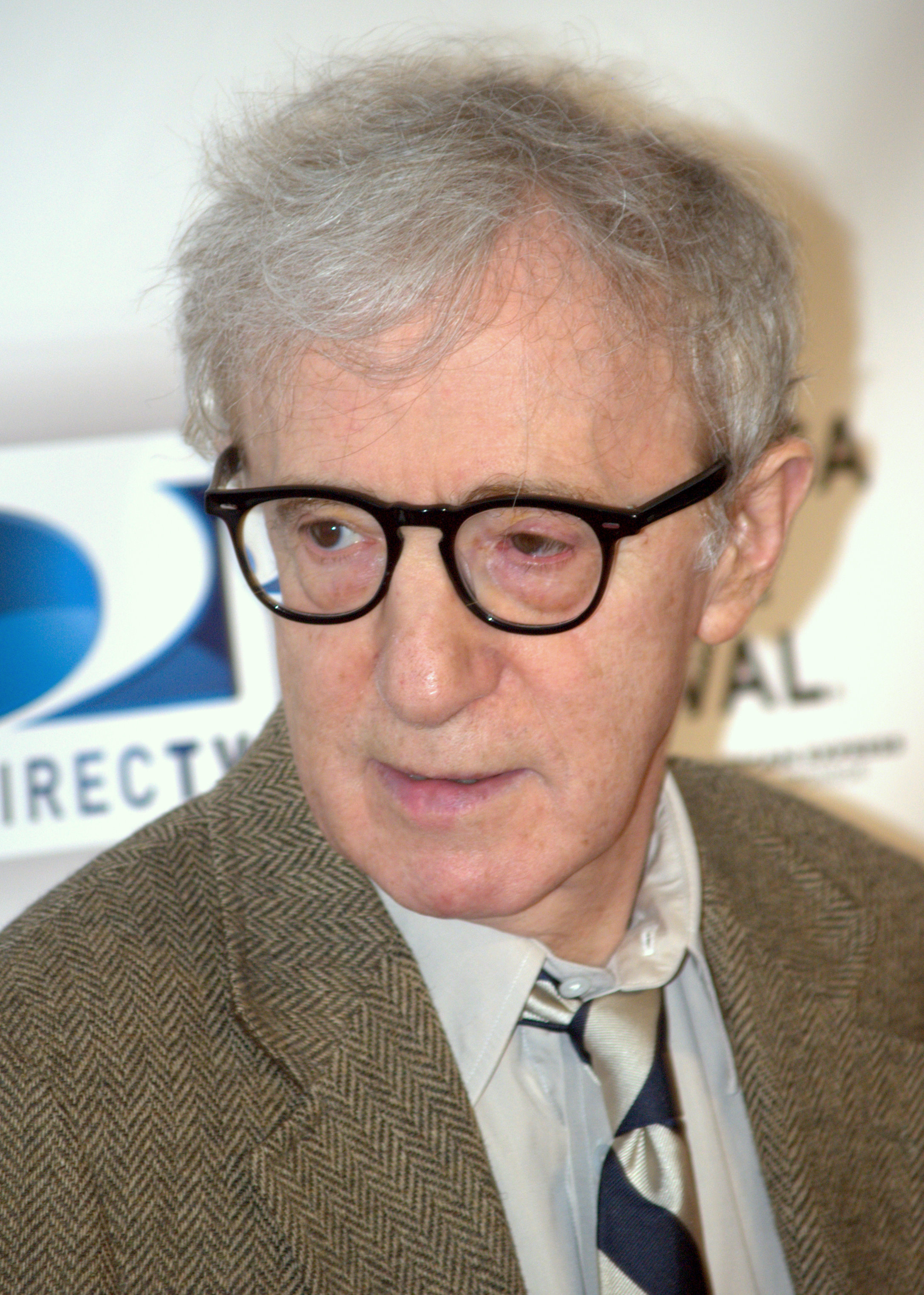
Woody Allen

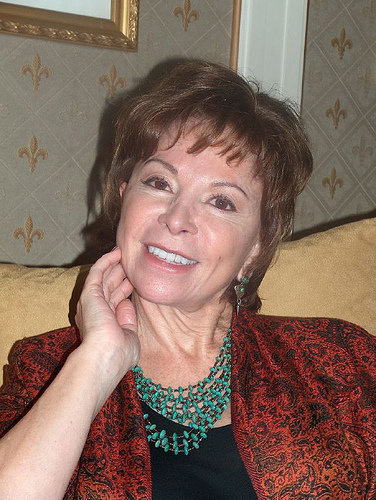
Isabel Allende

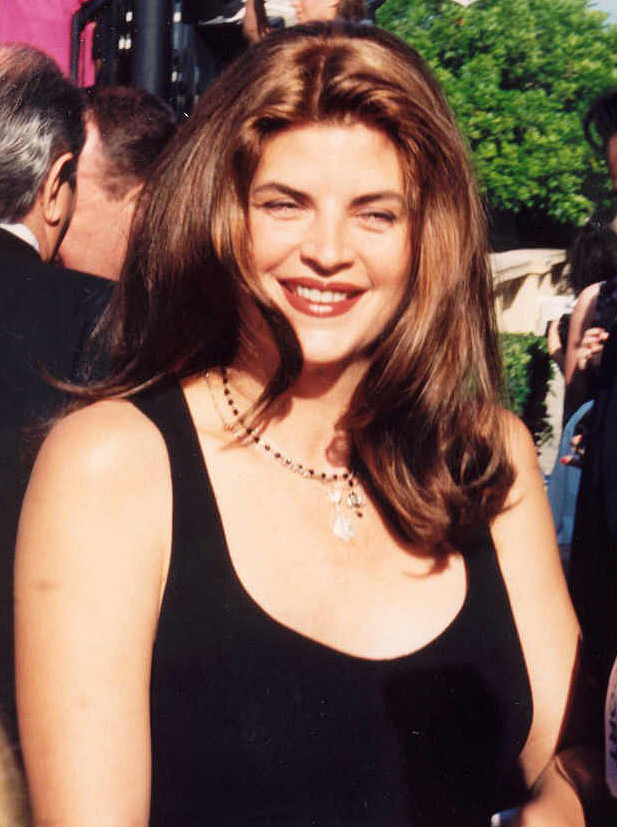
Kirstie Alley in 1994

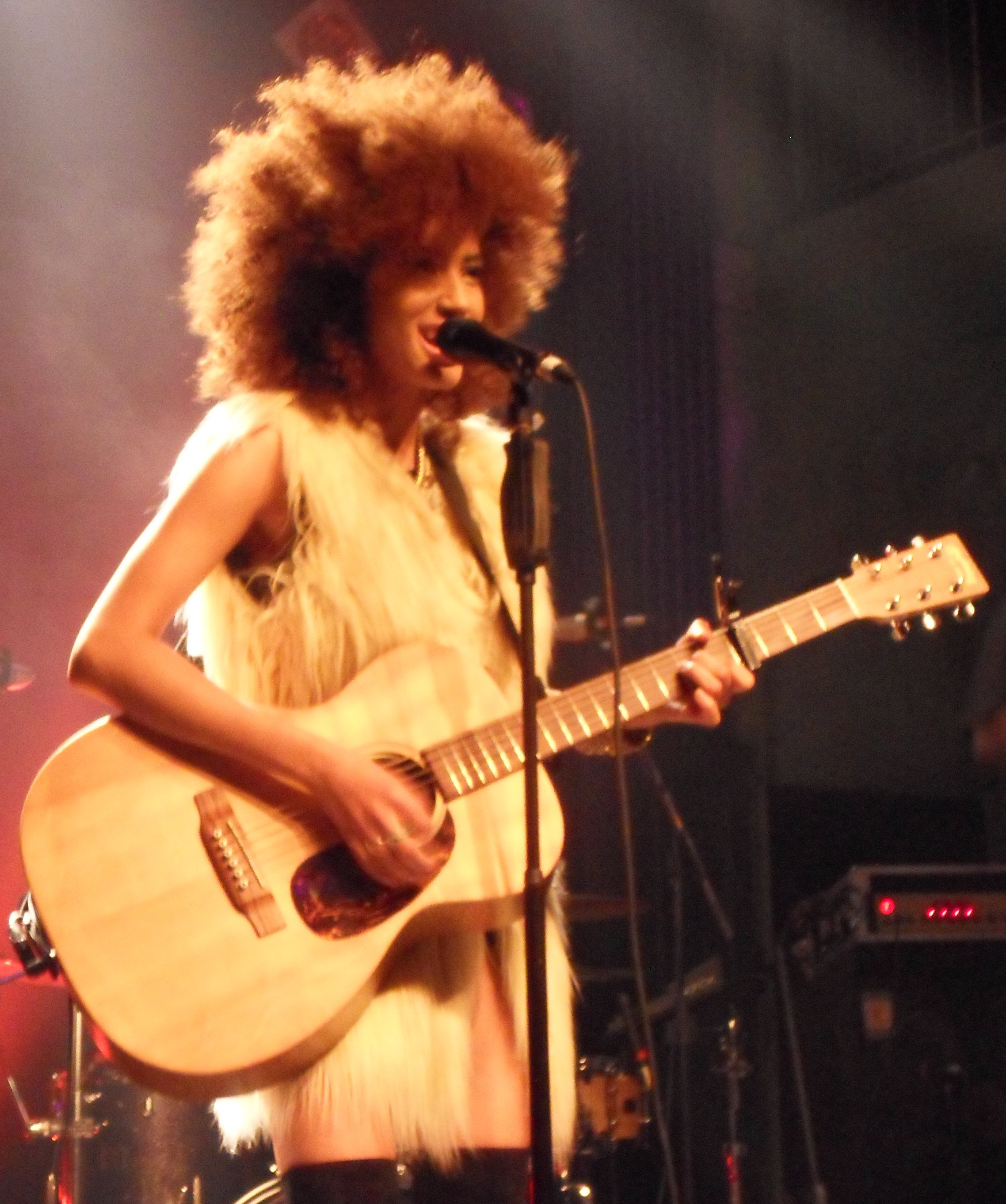
Andy Allo in 2013

- Nolan Allaer (2002), Amerikaans autocoureur
- Maurice Allais (1911-2010), Frans econoom en Nobelprijswinnaar
- Corinne Allal (1955-2024), Tunesisch-Israëlisch zangeres, componiste en gitariste
- Koen Allaert (1972), Belgisch atleet
- Hilaire Allaeys (1873-1934), Belgisch schrijver
- Crawford Allan (1967), Schots voetbalscheidsrechter
- David Allan (1744-1796), Schots kunstenaar
- Elizabeth Allan (1908-1990), Engels actrice
- Jan Allan (1934), Zweeds jazztrompettist
- Jed Allan (1937-2019), Amerikaans acteur
- Alphonse Allard (1857-1923), Belgisch politicus
- Ernest Allard (1849-1898), Belgisch architect
- Sam Allardyce (1954), Engels voetballer en voetbalcoach
- Iyad Allawi (1945), Iraaks interim-premier
- Nils Allègre (1994), Frans alpineskiër
- Catherine Allégret (1946), Frans actrice
- Marc Allégret (1900-1973), Frans filmregisseur, scenarioschrijver en fotograaf
- Yves Allégret (1905-1987), Frans filmregisseur
- Gregorio Allegri (1582-1652), Italiaans componist
- Anton Allemann (1936-2008), Zwitsers voetballer
- Andrew Allen (1955), Amerikaans ruimtevaarder
- Beth Allen (1981), Amerikaans golfer
- Bob Allen (1946), Amerikaans basketballer
- Christa B. Allen (1991), Amerikaans actrice
- Clarence Ray Allen (1930-2006), Amerikaans crimineel
- Eugene Allen (1919-2010), Amerikaans ambtenaar
- Frances E. Allen (1932-2020), Amerikaans informaticus
- George Allen (1952), Amerikaans politicus
- James Allen (1996), Australisch autocoureur
- Jonelle Allen (1944), Amerikaans actrice, zangeres en danseres
- Joseph Allen (1937), Amerikaans ruimtevaarder
- Kate Allen (1970), Oostenrijks triatlete
- Keith Allen (1953), Brits komiek, acteur en presentator
- Laura Allen (1974), Amerikaans actrice
- Lily Allen (1985), Engels zangeres
- Malik Allen (1978), Amerikaans basketballer
- Mark Allen (1958), Amerikaans triatleet
- Mark Allen (1986), Noord-Iers snookerspeler
- Michael Allen (1959), Amerikaans golfer
- Paul Allen (1953-2018), Amerikaans medeoprichter van Microsoft
- Ray Allen (1943), Brits autocoureur
- Ray Allen (1975), Amerikaans basketballer
- Richie Allen, (1936-2022) Amerikaans gitarist, producent en songwriter
- Sture Allén (1928-2022), Zweeds taalkundige
- Wyatt Allen (1979), Amerikaans roeier
- Woody Allen (1935), Joods-Amerikaans acteur en regisseur (Allen Konigsberger)
- Isabel Allende (1942), Chileens schrijfster
- Salvador Allende Gossens (1908-1973), president van Chili (1970-1973)
- Daniël Allewaert (1933), Belgisch atleet
- Kirstie Alley (1951-2022), Amerikaans actrice
- Johann Baptist Allgaier (1763-1823), Duits schaker
- Bobby Allison (1937-2024), Amerikaans autocoureur
- Dorothy Allison (1949-2024), Amerikaans schrijfster
- Thomas Allinson (1858-1918), Brits arts en voorvechter van volkorenbrood
- Michèle Alliot-Marie (1946), Frans politica
- Dot Allison (1969), Britse zangeres
- Monica Allison, Amerikaans actrice
- Mose Allison (1927-2016), Amerikaans musicus, pianist en zanger
- Jamie Anne Allman, Amerikaans actrice
- Valarie Allman (1995), Amerikaans atlete
- Andy Allo (1989), in Kameroen geboren Amerikaans actrice, singer-songwriter en gitariste
- Eugène Allonsius (1937), Belgisch atleet
- Alessandro Allori (1535-1607), Italiaans kunstschilder
- Cristofano Allori (1577-1621), Italiaans kunstschilder
- Patrick Allotey (1978-2007), Ghanees voetballer
- Gordon Allport (1897-1967), Amerikaans psycholoog
- Bill Allred (1936-2024), Amerikaans muzikant
- Washington Allston (1779-1843), Amerikaans kunstschilder
- Wayne Allwine (1947-2009), Amerikaans stemacteur (o.a. Mickey Mouse)
- June Allyson (1917-2006), Amerikaans actrice

## Alm

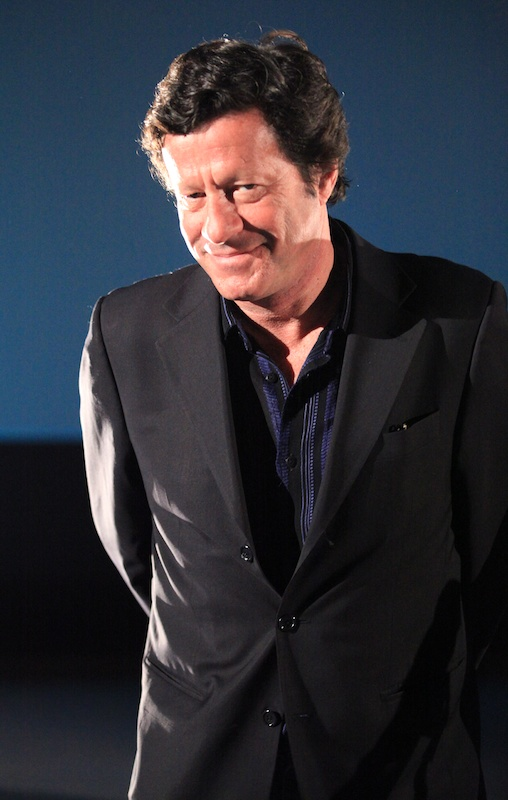
Joaquim de Almeida, 2011

- Hans Alma (1962), Nederlands hoogleraar
- Jan Alma (1934-2022), Nederlands handbalcoach
- Peter Alma (1886-1969), Nederlands beeldend kunstenaar
- Lawrence Alma-Tadema (1836-1912), Nederlands-Brits schilder
- Meyrem Almaci (1976), Belgisch politica
- Diego de Almagro (1475-1538), Spaans conquistador
- Nicolás Almagro (1985), Spaans tennisser
- Lara Almarcegui (1972), Spaans fotografe en art intervention- en installatiekunstenaar
- Juan Andrew Almazán (1891-1965), Mexicaans politicus en militair
- Frank Almeda (1946), Amerikaans botanicus
- Joaquim de Almeida (1957), Portugees/Amerikaans acteur
- Kaio de Almeida (1985), Braziliaans zwemmer
- Luís Carlos Almeida da Cunha (1986), Portugees voetballer (Nani)
- Maarten Almekinders (1964), Nederlands scenarioschrijver
- Alejandro Almendras (1919-1995), Filipijns politicus
- Anna Alminova (1985), Russisch atlete
- Giorgio Almirante (1914-1988), Italiaans politicus
- Pedro Almodóvar (1951), Spaans regisseur
- Marc Almond (1956), Brits zanger
- Juan Nepomuceno Almonte (1803-1869), Mexicaans politicus
- Carl Jonas Love Almqvist (1793-1866), Zweeds dichter en componist
- Victor Almström (1984), Zweeds golfer
- Joaquín Almunia (1951), Spaans Euro-commissaris

## Alo

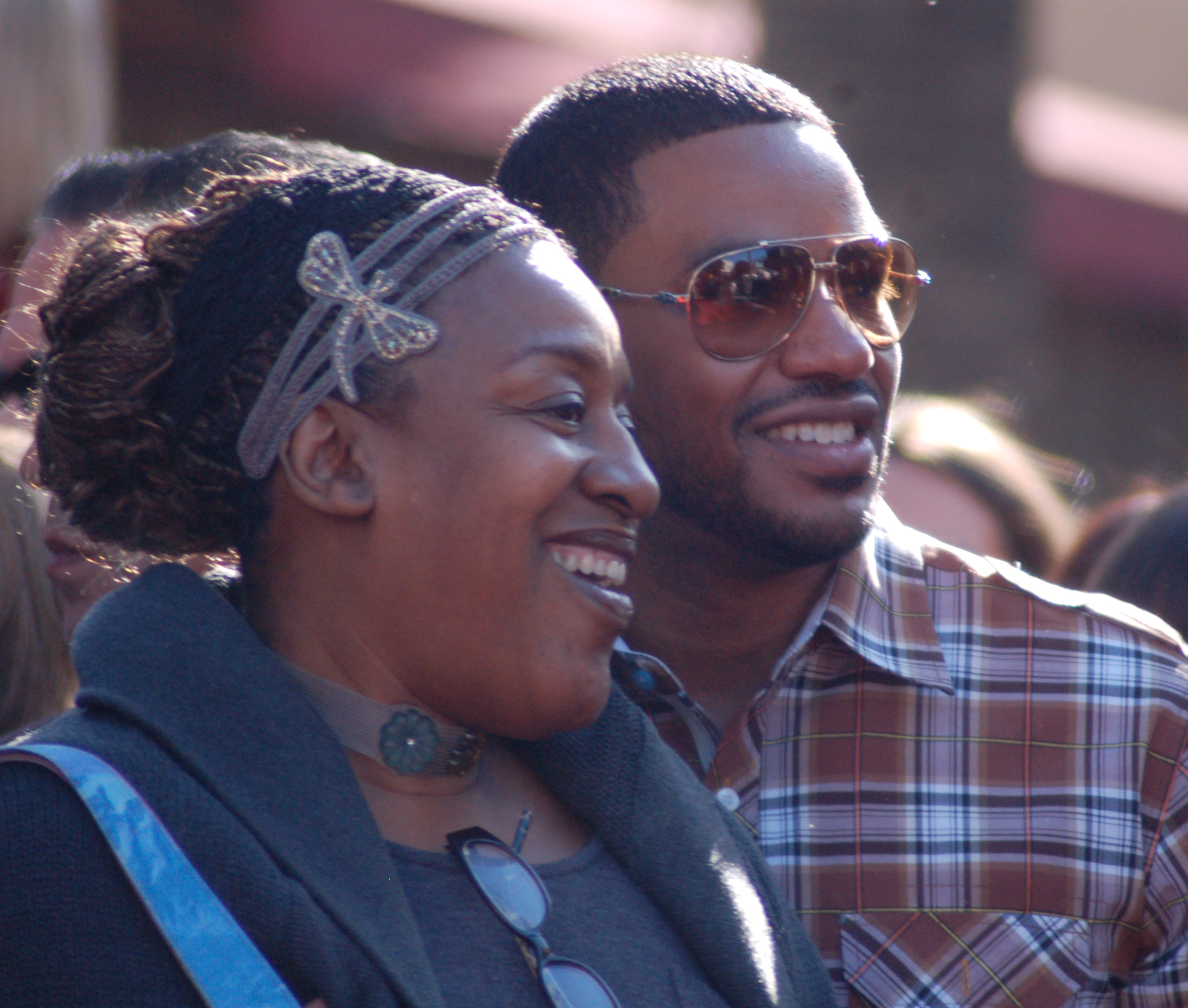
Laz Alonso samen met CCH Pounder, 2009

- Carlos Alomar (1951), Puerto Ricaans gitarist
- Sjoelamit Aloni (1928-2014), Israëlisch politica
- Cor Alons (1892-1967), Nederlands binnenhuisarchitect, industrieel ontwerper en boekbandontwerper
- Alicia Alonso (1920), Cubaans (ballet)danseres en choreografe
- Ana Isabel Alonso (1963), Spaans atlete
- David Alonso (2006), Colombiaans motorcoureur
- Fernando Alonso (1981), Spaans autocoureur
- Laz Alonso (1974), Amerikaans acteur
- Marino Alonso (1965), Spaans wielrenner
- Xabi Alonso (1981), Spaans voetballer
- Moukheld Al-Outaibi (1980), Saoedi-Arabisch atleet
- Glory Alozie (1977), Nigeriaans-Spaans atlete

## Alp

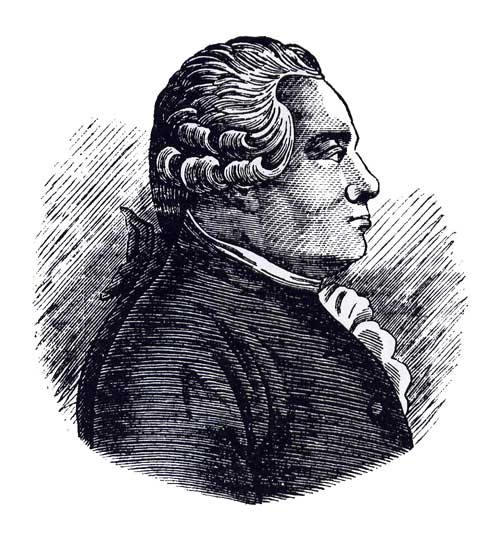
Hieronymus van Alphen

- Alphadi, pseudoniem van Seidnaly Sidhamed (1957), Nigerees modeontwerper
- Hieronymus van Alphen (1746-1803), Nederlands dichter en schrijver
- Jopie van Alphen (1940), Nederlands zwemster
- Oscar van Alphen (1923-2010), Nederlands fotograaf
- Aslı Çakır Alptekin (1985), Turks atlete

## Als
- Denijs van Alsloot (ca.1570-ca.1622), Vlaams kunstschilder
- Götz Alsmann (1957), Duits pianist, zanger en tv-presentator
- Joop Alssema (1949), Nederlands politicus
- Shizz Alston (1996), Amerikaans basketballer
- Bill Alsup (1938-2016), Amerikaans autocoureur
- Henryk Alszer (1918-1959), Pools voetballer

## Alt
- Florian Alt (1996), Duits motorcoureur
- Manlio Fabio Altamirano Fajardo (1892-1936), Mexicaans politicus
- Albrecht Altdorfer (ca. 1480-1538), Duits kunstschilder
- Marie Altelaar (1917-2005), Nederlands buurtactiviste
- Bob Altena (1986), Nederlands atleet
- Ernst van Altena (1933-1999), Nederlands dichter, schrijver en vertaler
- Ferdinand van Altena (1936-2006), Nederlands choreograaf
- David Alter (1807-1881), Amerikaans arts, natuurkundige en uitvinder
- Sabrina Altermatt (1985), Zwitsers atlete
- Paweł Althamer (1967), Pools beeldhouwer en performancekunstenaar
- Katharina Althaus (1996), Duits schansspringster
- Jacob Alting (1618-1679), Nederlands taalkundige en theoloog
- Menso Alting (1541-1612), Nederlands theoloog en kerkhervormer
- Fokko Alting Mees (1819-1900), Nederlands advocaat, bankier, bestuurder, politicus en rechter
- Ogün Altıparmak (1938-2025), Turks voetballer
- Peter Altmaier (1958), Duits politicus
- Bruce Altman (1955), Amerikaans acteur
- Robert Altman (1925-2006), Amerikaans filmregisseur
- Scott Altman (1959), Amerikaans ruimtevaarder
- Sidney Altman (1939-2022), Canadees moleculair bioloog en Nobelprijswinnaar
- Alessandro Altobelli (1955), Italiaans voetballer
- Giacomo Altoè (2000), Italiaans autocoureur
- Ahmet Altun (1958), Turks atleet

## Alu
- Angela Alupei (1972), Roemeens roeister
- Reut Alush (1990), Israëlisch actrice

## Alv

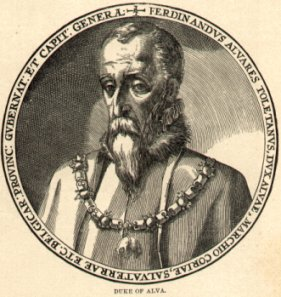
De Hertog van Alva

- Hertog van Alva, (1508-1583), Spaans generaal
- Pedro de Alvarado (1486-1541), Spaans conquistador
- Quetzalli Alvarado (1975), Mexicaans voetbalscheidsrechter
- Trini Alvarado (1967), Amerikaans actrice
- Alvin Alvarez (1989), Amerikaans acteur
- Fadrique Álvarez de Toledo (1537-1583), Spaans veldheer
- George Alvarez (1960), Cubaans-Amerikaans acteur
- Griselda Álvarez Ponce de León (1913-2009), Mexicaans politica en schrijfster
- Heherson Alvarez (1939), Filipijns politicus
- Juan Cruz Álvarez (1985), Argentijns autocoureur
- Juan N. Álvarez Benítez (1790-1867), president van Mexico (1855-1856) en militair
- Leonel Álvarez Zuleta (1965), Colombiaans voetballer en voetbalcoach
- Luis Héctor Álvarez Álvarez (1919), Mexicaans politicus
- Luis Walter Alvarez (1911-1988), Amerikaans natuurkundige en Nobelprijswinnaar
- Célio Alves Dias (1971), Macaus autocoureur
- Daniel Miguel Alves Gomes (1983), Portugees voetballer
- Fernando Álvez (1959), Uruguayaans voetballer

## Alw
- Max Alwin (1939-1995), Nederlands roeier

## Alz
- Alois Alzheimer (1864-1915), Duits neuropatholoog
- Encarnacion Alzona (1895-2001), Filipijns historicus en schrijver